# Anneckia oophaga
Anneckia oophaga är en stekelart som beskrevs av Subba Rao 1970. Anneckia oophaga ingår i släktet Anneckia och familjen dvärgsteklar.
Artens utbredningsområde är Papua Nya Guinea. Inga underarter finns listade i Catalogue of Life.